# Eino Kenttä
Eino Johannes Evert Kenttä (* 3. November 1906 in Tampere; † 16. November 1952 ebenda) war ein finnischer Diskuswerfer.
Bei den Olympischen Spielen 1928 in Amsterdam wurde er Sechster.
Seine persönliche Bestleistung von 47,54 m stellte er am 2. September 1934 in Alavus auf.